# Płońsk (gemeente)
De gemeente Płońsk is een landgemeente in woiwodschap Mazovië, in powiat Płoński.
De zetel van de gemeente is in Płońsk.
Op 30 juni 2004 telde de gemeente 7021 inwoners.

## Oppervlakte gegevens
In 2002 bedroeg de totale oppervlakte van gemeente Płońsk 127,3 km², waarvan:
- agrarisch gebied: 87%
- bossen: 5%

De gemeente beslaat 9,2% van de totale oppervlakte van de powiat.

## Demografie
Stand op 30 juni 2004:
| Omschrijving                   | Totaal | Totaal | Vrouwen | Vrouwen | Mannen | Mannen |
| ------------------------------ | ------ | ------ | ------- | ------- | ------ | ------ |
| eenheid                        | aantal | %      | aantal  | %       | aantal | %      |
| inwoners                       | 7021   | 100    | 3474    | 49,5    | 3547   | 50,5   |
| bevolkingsdichtheid (inw./km²) | 55,2   | 55,2   | 27,3    | 27,3    | 27,9   | 27,9   |

In 2002 bedroeg het gemiddelde inkomen per inwoner 951,61 zł.

## Administratieve plaatsen (sołectwo)
Arcelin, Bogusławice, Bońki-Zawady, Brody, Cempkowo, Cholewy-Wroninko, Cieciórki, Ćwiklinek, Ćwiklin, Dalanówko, Ilinko, Ilino, Jeżewo, Kluczewo, Kownaty, Koziminy-Stachowo, Krępica, Lisewo, Michalinek, Michowo, Nowe Koziminy-Stare Koziminy, Pilitowo, Poczernin, Raźniewo, Siedlin, Skarzyn, Skrzynki, Słoszewo, Słoszewo-Kolonia, Strachowo, Strachówko, Strubiny, Szeromin, Szerominek, Szpondowo, Szymaki, Woźniki-Młyńsk-Pruszyn.

## Aangrenzende gemeenten
Baboszewo, Dzierzążnia, Joniec, Naruszewo, Sochocin, Załuski